# Epalzeorhynchos bicolor
Epalzeorhynchos bicolor — риба родини коропових. Донедавна (до 1997 року) вид належав до роду лабео (Labeo  Cuvier, 1816) й досі відомий як лабео двоколірний.

## Поширення
Батьківщина цих риб — Південно-Східна Азія.
Лабео населяють дрібні зарослі водойми з прозорою проточною водою у Таїланді (зокрема, басейн річки Чаопхрая).
Двоколірний лабео був завезений у СРСР у 1959 році.
У природі популяції цієї рибки різко скоротилися (у тому числі через будівництво гребель). Вид занесений до Червоної книги Міжнародного союзу охорони природи. Популярна акваріумна рибка.

## Морфологія

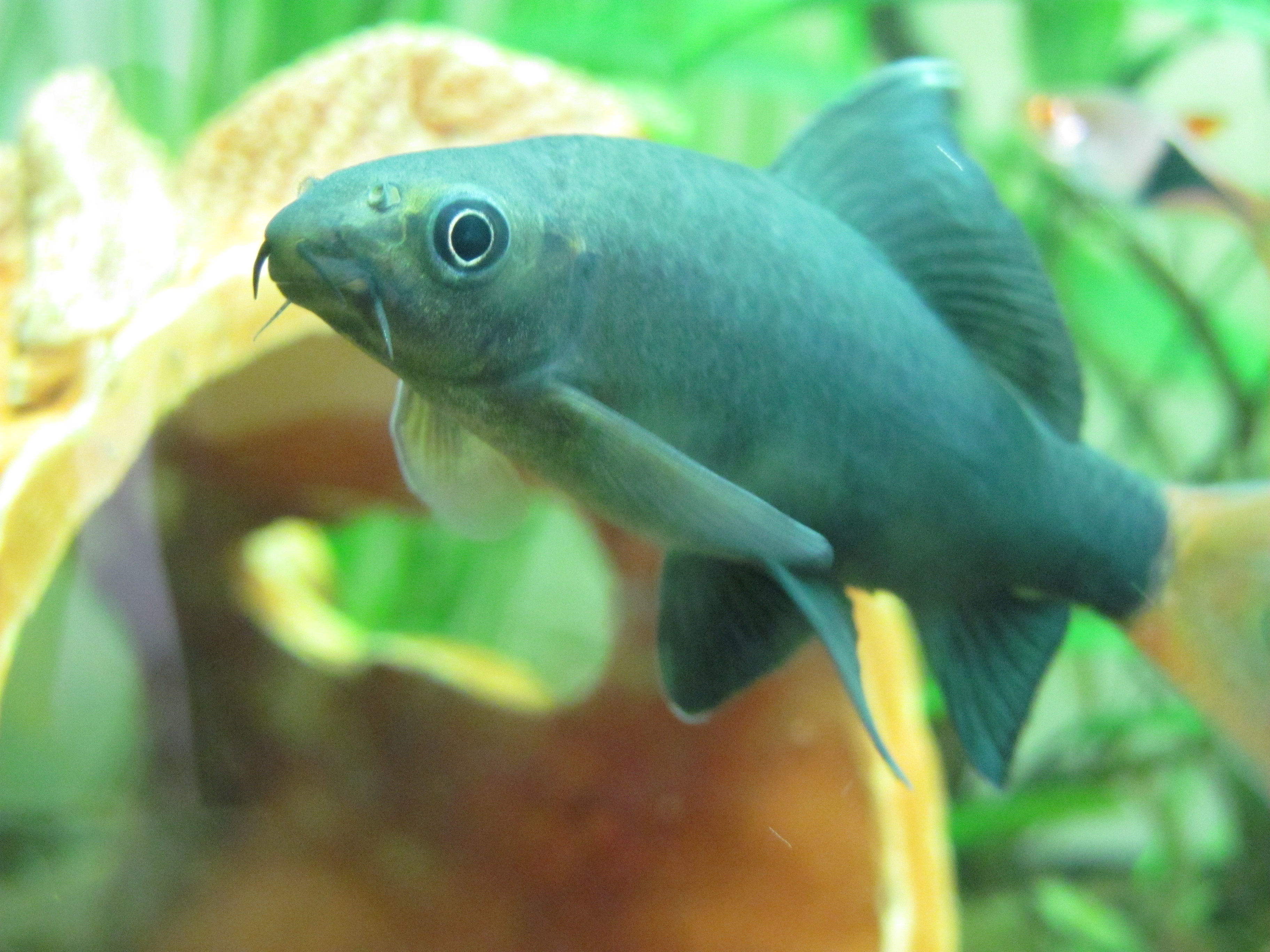
Голова лабео, добре видно дві пари вусиків

Тіло видовжене, циліндричне (але ширше, ніж у споріднених видів), профіль спини вигнутий сильніше, ніж черева.
Розташування роту нижнє, його будова пристосована до зрізування наростів. Є 2 пари вусиків.
Плавці великі. Хвостовий плавець дволопастний. Окрас чорний, хвостовий плавець яскраво-червоний (вночі або під час стресу вся риба втрачає забарвлення й виглядає блідо).
В акваріумі зазвичай сягає завдовжки 15 см, у природі дещо більший.

## Поведінка
Рухлива риба, відрізняється територіальною поведінкою. Під час утримання в невеликій ємності може бути агресивно налаштована до представників свого виду або до інших риб. Між декількома особинами складаються ієрархічні відносини, при цьому домінує більша рибина. Великі особини, незалежно від статі, завжди беруть першість над меншими. Вони перешкоджають їхньому вільному пересуванню по акваріуму, обмежують у кормі, а це негативно впливає на ріст і розвиток молодих риб.
Лабео тримається в нижньому та середньому шарах води. Всеїдні, активно об'їдають водоростеві нарости.

## Утримання

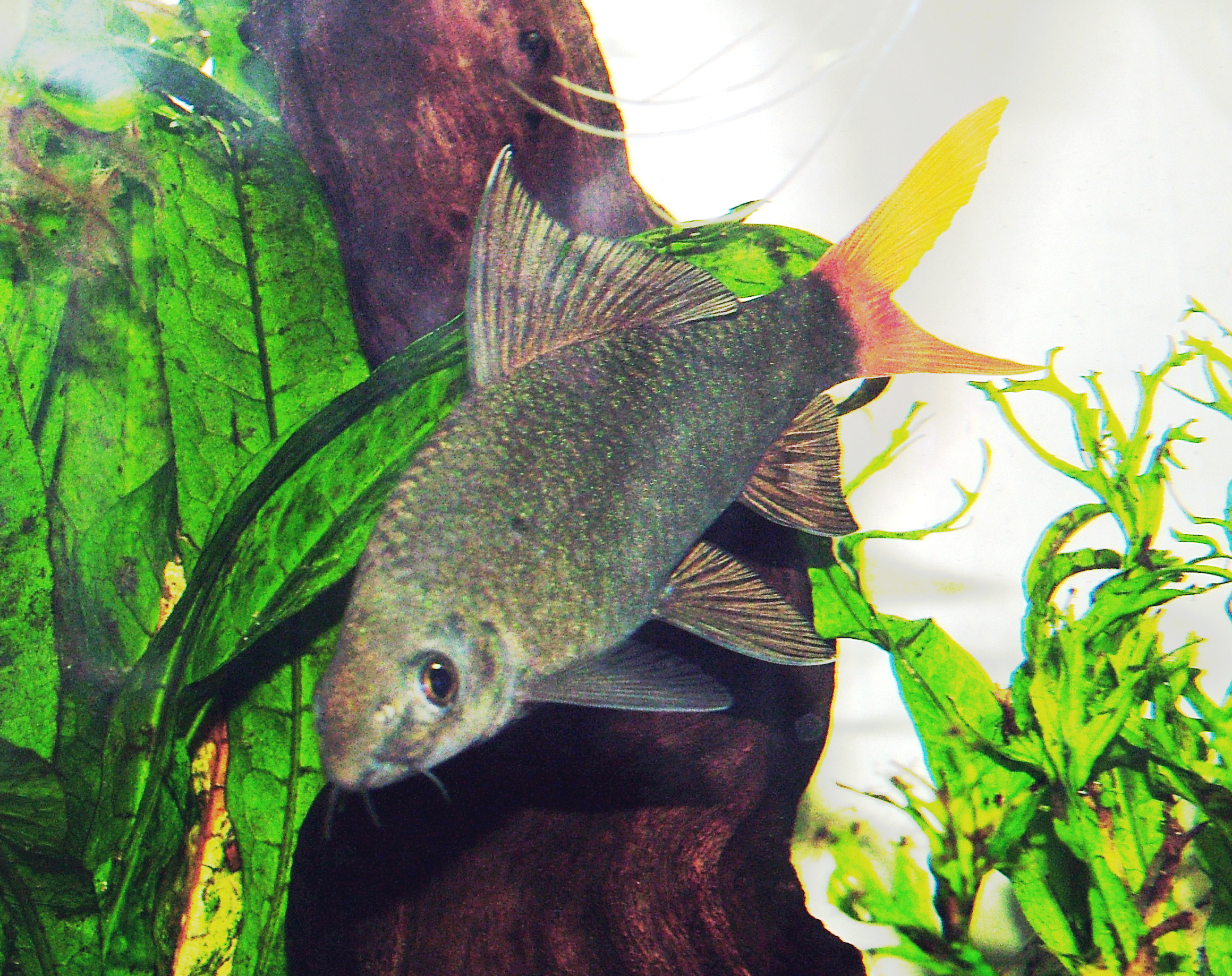
Лабео двоколірний

Утримують лабео у великих акваріумах при температурі 24-28 °C. Вода повинна мати pH 7-7,5, твердість 4-10о.
Годують риб різноманітним живим кормом: мотилем, коретрою, трубочником. Дорослі особини урізноманітнюють свій раціон водоростями, які вони вправно зчищають з підводних предметів.

## Розмноження
Тривалий час нікому з акваріумістів світу не вдалося розмножити їх у великій кількості.
У 1979 році колективу московських акваріумістів вдалось сформувати групу плідників двоколірних лабео і за допомогою гормональних ін'єкцій домогтися їхнього розмноження.
Щоб виростити плідників, необхідно розселити риб у великі акваріуми по одній особині у кожний. Такі риби виростуть вгодованими, матимуть нормальні розміри, а через півтора-два роки стануть статевозрілими.
Усі види лабео не мають чітких ознак статі. Самку можна визначити лише за наявністю у дорослих риб чітко окресленого черевця, струнких риб вважають самцями.

### Мальки
Маленькі лабео перевертаються черевцем до найближчої поверхні (каменів, листків, корчів), збирають губами з неї суміш мертвих органічних речовин і слизьких цвілевих грибів, нитчастих водоростей, ікри молюсків та інших дрібних тварин. Підростаючи, рибки починають відшукувати собі постійні ділянки для живлення і ворогують із сусідами. Статевозрілі двоколірні лабео стають вугільно-чорними з рубіновим хвостиком.
В акваріумі двоколірні лабео живуть непогано, особливо якщо їх підгодовувати рослинною їжею, але регулярного розмноження виду досягти не вдається.

## Умови утримання

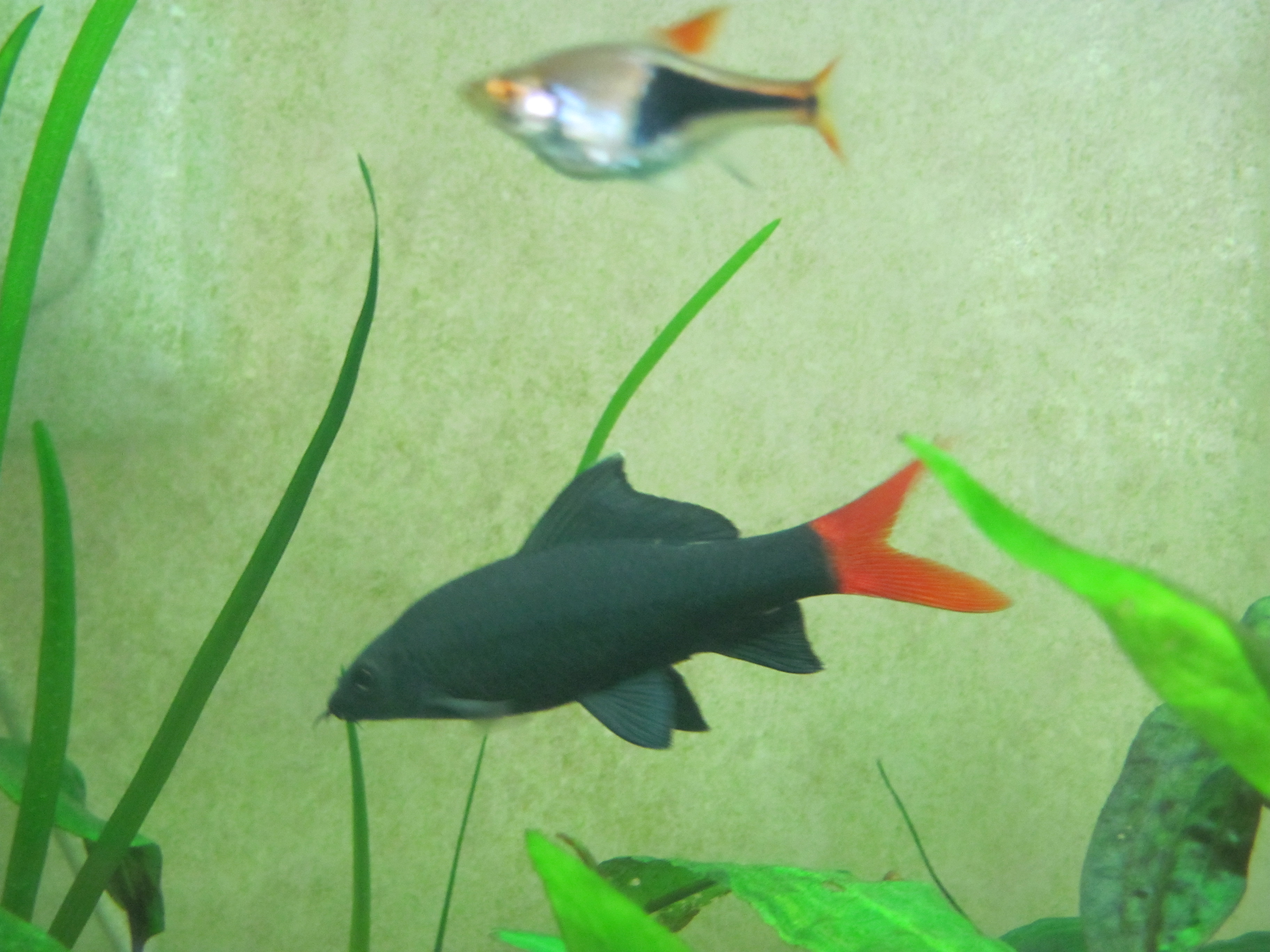
Лабео у акваріумі, зверху расбора гетероморфа

Можна утримувати у великому спільному акваріумі разом із іншими видами риб. Однак варто уникати спільного утримання з рибами подібного забарвлення, особливо з хвостовим плавцем насиченого червоного кольору, оскільки лабео може ставитись до них дуже агресивно. У акваріумі має бути багато рослин і хованок. Вода: температура 24-26 °C, твердість dH 5-15° (м'яка або середньої твердості), pH 6-7,5 (нейтральна з невеликим відхиленням в ту чи іншу сторону). Розведення можливе за допомогою гормональних ін'єкцій.